# Monhystera bipunctata
Monhystera bipunctata är en rundmaskart som beskrevs av G. Schneider 1906. Monhystera bipunctata ingår i släktet Monhystera och familjen Monhysteridae. Inga underarter finns listade i Catalogue of Life.